# Franco Camargo
Franco Nahuel Camargo (San Isidro, 23 settembre 2000) è un calciatore argentino, difensore del Gimnasia (J).

## Caratteristiche tecniche
È un terzino destro.

## Carriera
Camargo è cresciuto nel settore giovanile del River Plate, con cui ha firmato il primo contratto professionistico il 28 giugno 2022. Quattro giorni più tardi è stato ceduto in prestito al Platense, dove ha giocato il suo primo incontro nel calcio professionistico il 25 settembre seguente, contro il Rosario Central in Primera División.
Rientrato al River a fine anno, il 3 gennaio 2023 ha rescisso il contratto con i Millonarios ed ha firmato con l'Atlanta. Dopo una sola stagione con i gialloblu, nel gennaio del 2024 è passato al Gimnasia (J). Il 28 aprile ha segnato il suo primo gol in carriera nel successo per 2-0 contro il Dep. Maipú.

## Statistiche

### Presenze e reti nei club
Statistiche aggiornate al 1º agosto 2024.
| Stagione        | Squadra         | Campionato      | Campionato | Campionato | Coppe nazionali | Coppe nazionali | Coppe nazionali | Coppe continentali | Coppe continentali | Coppe continentali | Altre coppe | Altre coppe | Altre coppe | Totale | Totale | Totale |
| Stagione        | Squadra         | Comp            | Pres       | Reti       | Comp            | Pres            | Reti            | Comp               | Pres               | Reti               | Comp        | Pres        | Reti        | Pres   | Reti   |        |
| --------------- | --------------- | --------------- | ---------- | ---------- | --------------- | --------------- | --------------- | ------------------ | ------------------ | ------------------ | ----------- | ----------- | ----------- | ------ | ------ | ------ |
| 2022            | Platense        | PD              | 5          | 0          | CA+CdL          | 0               | 0               |                    | -                  | -                  |             | -           | -           | 6      | 0      |        |
| 2023            | Atlanta         | PN              | 27         | 0          | CA              | 0               | 0               |                    | -                  | -                  |             | -           | -           | 27     | 0      |        |
| 2024            | Gimnasia (J)    | PN              | 19         | 1          | CA              | 0               | 0               |                    | -                  | -                  |             | -           | -           | 19     | 1      |        |
| Totale carriera | Totale carriera | Totale carriera | 52         | 1          |                 | 0               | 0               |                    | -                  | -                  |             | -           | -           | 52     | 1      |        |